# 수페르코파 데 에스파냐 2019-20
수페르코파 데 에스파냐 2019-20(스페인어: Supercopa de España de Fútbol 2019-20)은 스페인 축구 리그 시스템에 소속된 구단들이 참가하는 연간 슈퍼컵 대회인 수페르코파 데 에스파냐의 36번째 대회로, 전 시즌 라 리가와 코파 델 레이 우승 구단이 참가했다.
2019년 2월, 대회 형식의 개칭이 발표되어 기존의 2개 구단 참가 방식에서 4개 구단 참가 방식으로 바뀌게 되었고, 준결승전이 도입될 것임이 발표되었다. 준결승전은 2020년 1월 8일과 9일에 진행되었고, 결승전은 1월 12일에 진행되었으며, 3위 결정전은 따로 치르지 않았다.
결승전은 레알 마드리드와 아틀레티코 마드리드 간의 승부였고, 레알 마드리드가 연장전 끝에 0-0으로 비긴 후 승부차기에서 4-1로 이겨 3년 만이자 통산 11번째 대회 우승을 차지했다.
사우디 정부가 3년 동안 해마다 €40M의 개최권을 지불하기로 합의하면서 사우디아라비아에서 대회가 진행되었다.

## 참가
대회는 코파 델 레이 2018-19의 결승 진출 구단 둘과 코파 델 레이를 통해 진출권을 획득하지 못한 나머지 상위 라리가 2018-19 구단 둘이 참가했다.

### 참가 구단
다음 4개 구단이 대회에 참가했다.
| 구단                | 자격                                             | 진출 횟수 | 최근 대회 성적 | 역대 성적 | 역대 성적 |
| 구단                | 자격                                             | 진출 횟수 | 최근 대회 성적 | 우승      | 준우승    |
| ------------------- | ------------------------------------------------ | --------- | -------------- | --------- | --------- |
| 바르셀로나          | 라리가 2018-19 우승, 코파 델 레이 2018-19 준우승 | 24회      | 2018년 우승    | 13        | 10        |
| 발렌시아            | 코파 델 레이 2018-19 우승                        | 5회       | 2008년 준우승  | 1         | 3         |
| 아틀레티코 마드리드 | 라리가 2018-19 준우승                            | 7회       | 2014년 우승    | 2         | 4         |
| 레알 마드리드       | 라리가 2018-19 3위                               | 16회      | 2017년 우승    | 10        | 5         |

## 추첨
추첨식은 2019년 11월 11일, 스페인 왕립 축구 연맹의 본부인 축구 도시에서 진행되었다. 추첨의 제약 요소는 없었다.

## 경기
- 모든 경기 시간은 현지 시각(UTC+03:00)을 기준으로 되어 있다.
- 세 경기 모두 사우디아라비아 지다의 킹 압둘라 스포츠 시티에서 진행되었다.

### 경기
|  | 준결승전              | 준결승전            |                        |       | 결승전 | 결승전 |
|  |                       |                     |                        |       |        |        |
|  | 2020년 1월 8일 – 지다 |                     |                        |       |        |        |
|  |                       |                     |                        |       |        |        |
|  | 발렌시아              | 1                   |                        |       |        |        |
|  | 발렌시아              | 1                   | 2020년 1월 12일 – 지다 |       |        |        |
|  | 레알 마드리드         | 3                   |                        |       |        |        |
|  | 레알 마드리드         | 3                   | 레알 마드리드(승)      | 0 (4) |        |        |
|  | 2020년 1월 9일 – 지다 |                     | 레알 마드리드(승)      | 0 (4) |        |        |
|  |                       | 아틀레티코 마드리드 | 0 (1)                  |       |        |        |
|  | 바르셀로나            | 아틀레티코 마드리드 | 0 (1)                  | 2     |        |        |
|  | 바르셀로나            |                     |                        | 2     |        |        |
|  | 아틀레티코 마드리드   | 3                   |                        |       |        |        |
|  | 아틀레티코 마드리드   | 3                   |                        |       |        |        |

### 준결승전
| 발렌시아              | 1–3    | 레알 마드리드                          |
| --------------------- | ------ | -------------------------------------- |
| 파레호 90+2′ (페널티) | 리포트 | 크로스 15′ · 이스코 39′ · 모드리치 65′ |

| 바르셀로나              | 2–3    | 아틀레티코 마드리드                         |
| ----------------------- | ------ | ------------------------------------------- |
| 메시 51′ · 그리즈만 62′ | 리포트 | 코케 46′ · 모라타 81′ (페널티) · 코레아 86′ |

### 결승전
| 레알 마드리드 | 0–0 (연장전) | 아틀레티코 마드리드 |
| ------------- | ------------ | ------------------- |
|               | 리포트       |                     |
| 승부차기      |              |                     |
|               | 4–1          |                     |

### 우승
| 수페르코파 데 에스파냐 2019-20 우승 |
| ----------------------------------- |
| 레알 마드리드 11번째 우승           |

## 비판
국제앰네스티 스페인 지부는 대회를 사형 제도, 사우디군의 예멘 개입, 검열, 그리고 여성 권리 등의 인권 문제가 쌓인 사우디아라비아에서 진행하게 된 것에 대해 비판했다. 스페인 정부 또한 사우디아라비아에서 대회를 진행할 가능성을 배제했다. 루이스 루비알레스 스페인 왕립 축구 연맹 회장은 사우디 당국과 여성이 여성 전용 구역 뿐만이 아닌 어느 구역이든 자유롭게 앉을 수 있도록 대회 도중 협상했다. AI는 상황의 진전을 이룩했다고 했지만 미흡하다고도 덧붙였다.
사우디 당국은 수페르코파 이탈리아나 2019의 진출권도 자국에서 열기로 확정짓기도 했다.

## 같이 보기
- 라리가 2018-19
- 코파 델 레이 2018-19